# Узкий переулок
У́зкий переу́лок — небольшая улица в Останкинском районе Северо-Восточного административного округа Москвы. Расположена между Большой Марьинской улицей и улицей Годовикова. В прошлом — 2-й Банный переулок. В 1922 году назван одновременно с Широким проездом по их сравнительной ширине.